# Leiopotherapon aheneus
Leiopotherapon aheneus és una espècie de peix pertanyent a la família dels terapòntids.

## Descripció
- Pot arribar a fer 13 cm de llargària màxima (normalment, en fa 8).[6][7][8]

## Alimentació
És omnívor i la seua dieta inclou gambes petites i peixets.

## Hàbitat
És un peix d'aigua dolça, bentopelàgic i de clima tropical (21°S-23°S).

## Distribució geogràfica
Es troba a Austràlia.

## Observacions
És inofensiu per als humans.